# Julian Walsh
Julian Jrummi Walsh (en japonais, ウォルシュ・ジュリアン・ジャミイ, né le 18 septembre 1996 à Kingston) est un athlète japonais, spécialiste du 400 m.

## Biographie
Né en Jamaïque, d'un père musicien, Emanuel Walsh, il s'est installé avec sa mère japonaise à Higashimurayama, au Japon alors qu'il avait 3 ans. Le 15 mai 2015, il court le 400 m en 46 s 22 à Yokohama. En 2014, son meilleur temps était de 46 s 98 obtenu à Sagamihara en juin. Il participe au relais 4 x 400, équipe Asie-Pacifique, lors de la Coupe continentale de 2014, équipe composée de Tomoya Tamura (JPN), Takamasa Kitagawa (JPN), Kaisei Yui (JPN), Julian Jrummi Walsh, équipe qui termine 4e en 3 min 3 s 77.
Lors des Championnats du Japon, il porte son record à 45 s 35 le 24 juin 2016 à Nagoya, obtenant ce faisant le minima pour les Jeux olympiques de Rio.
En 45 s 55, il est finaliste lors des Championnats d’Asie à Doha. Aux championnats du monde de Doha, fin septembre, il bat son record en séries en 45 s 14, et en demi-finale en 45 s 14.